# Kultura Liang-ču

Kultura Liang-ču na mapě Číny

Kultura Liang-ču (čínsky pchin-jinem Liángzhǔ wénhuà, znaky 良渚文化, 3400–2250 př. n. l.) je označení pro pravěkou neolitickou kulturu rozšířenou ve východní Číně v oblasti Changčouské zátoky a jižně a východně od jezera Tchaj-chu. Vliv kultury Liang-ču dosahoval na severu až do Šan-si, na jihu až do Kuang-tungu. Předchůdkyněmi kultury Liang-ču byly kultura Sung-ce (v oblasti jezera Tchaj-chu) a kultura Che-mu-tu (jižně od Changčouského zálivu).
Pojmenována je podle naleziště a hlavního centra kultury Liang-ču, ležícího v městském obvodu Jü-chang, rozkládajícího se severně od městského centra Chang-čou. Liang-ču bylo objeveno čínským archeologem Š’ Sin-kengem roku 1936.

## Popis
Pro kulturu Liang-ču byla charakteristická výrazná sociální diferenciace, projevující se bohatou výbavou hrobů příslušníků elit, obsahující předměty z nefritu, hedvábí, slonoviny a lakové výrobky, zatímco keramika byla nalezena v hrobech chudších členů společenství. Rozdělení společnosti na sociální vrstvy, zřejmé z odlišné pohřební výbavy mezi vysoce a nízce postavenými společenskými skupinami, naznačuje, že liangčuská kultura byla obdobím raného státu. V Liang-ču přitom vzniklo nadregionální centrum městského charakteru, jehož elity zaujímaly nadřazené postavení nad lokálními centry. Analýza DNA z nalezených koster provedená roku 2007 ukázala vysoké frekvence haploskupiny O1, což liangčuské obyvatelstvo spojuje s národy mluvícími austronéskými a tajsko-kadajskými jazyky. Nositelé kultury Liang-ču a příbuzných kultur byli zřejmě předky Austronésanů.
Lidé kultury Liang-ču udržovali styky s kulturou Ta-wen-kchou na poloostrově Šan-tung. Pro naleziště kultury Liang-ču je typická jemná černá keramika, objevuje se první hedvábí v Číně, obřadní předměty z nefritu, konkrétně předměty pi (prstence, resp disky s otvorem uprostřed) a cchung (tuby). Nalezeny byly nejstarší (zoomorfní) masky tchao-tchie. Hroby příslušníků elit, v mohylách nebo pravoúhlých terasách na vrcholcích kopců, obsahují nefritové předměty, obětiny, nefritové sekyry s plastickým dekorem.
Roku 2019 byla čtyři archeologická naleziště kultury Liang-ču pod názvem Archeologické naleziště města Liang-ču zařazena na seznam světového dědictví UNESCO.